# 禹達鎬
禹達鎬（우달호，?—），北韓政治家。他的出生地和早期事跡均不詳。僅知他曾在1982年的最高人民會議選舉中當選為代議員。1985年，被委任為南北會談的籌備代表。翌年連任最高人民會議代議員一職。1987年12月，成為金日成高級黨校副校長。此外，他曾於1989和1991年訪問過蒙古和中國。

## 資料來源
1. 1 2 3  우달호(禹達鎬)